# MFK Snina
MFK Snina là một câu lạc bộ bóng đá Slovakia, đến từ thị trấn Snina. Câu lạc bộ được thành lập năm 1927.

## Lịch sử tên gọi câu lạc bộ
1. 1927 - ŠK Snina
2. 1945 - Sokol Snina
3. 1948 - Drevokombinát Snina
4. 1951 - Kovo Snina
5. 1952 - Spartak Snina
6. 1955 - Spartak Vihorlat Snina
7. 1991 - FC Vihorlat Snina
8. 1995-nay - MFK Snina

## Đội hình hiện tại
Ghi chú: Quốc kỳ chỉ đội tuyển quốc gia được xác định rõ trong điều lệ tư cách FIFA. Các cầu thủ có thể giữ hơn một quốc tịch ngoài FIFA.
| Số | VT | Quốc gia | Cầu thủ         |
| -- | -- | -------- | --------------- |
| 1  | TM | Ukraina  | Yegor Karpatsky |
| 2  | HV | Slovakia | Ján Holič       |
| 3  | HV | Slovakia | František Hanc  |
| 4  | HV | Slovakia | Róbert Ruhlis   |
| 5  | HV | Slovakia | Ján Kopáč       |
| 6  | TĐ | Slovakia | Štefan Pčola    |
| 7  | TV | Slovakia | Peter Hišem     |
| 8  | TV | Slovakia | Radovan Tomčák  |
| 9  | TĐ | Slovakia | Marek Lukáč     |
| 10 | TĐ | Slovakia | Lukáš Bednár    |
| 11 | TV | Slovakia | Juraj Popovič   |

| Số | VT | Quốc gia | Cầu thủ            |
| -- | -- | -------- | ------------------ |
| 13 | HV | Slovakia | Marián Regula      |
| 14 | TV | Slovakia | Matúš Štofík       |
| 15 | HV | Slovakia | Ján Wiener         |
| 16 | TV | Slovakia | Eduard Drančák     |
| 17 | HV | Slovakia | Marián Pčola       |
| 18 | TĐ | Slovakia | Marek Budi         |
| 19 | HV | Slovakia | Peter Krajník      |
| 22 | HV | Slovakia | Samuel Lojka       |
| 21 | TM | Slovakia | Miloš Lojka        |
| 69 | TV | Belarus  | Vladislav Svikalka |

## Cầu thủ đáng chú ý
Từng thi đấu cho các đội tuyển quốc gia tương ứng. Các cầu thủ có tên in đậm thi đấu cho đội tuyển quốc gia khi thi đấu cho MFK.
Xem thêm tại đây.